# Tây Yên A
Tây Yên A là một xã thuộc huyện An Biên, tỉnh Kiên Giang, Việt Nam.

## Địa lý
Xã Tây Yên A có diện tích 28,61 km², dân số năm 2020 là 10.602 người, mật độ dân số đạt 371 người/km².

## Hành chính
Xã Tây Yên A được chia thành 6 ấp: Hai Tốt, Mương 40, Mương Chùa, Ngã Bát, Rẫy Mới, Rọc Lá.

## Lịch sử
Ngày 18 tháng 3 năm 1997, Chính phủ ban hành Nghị định số 23-CP về việc thành lập xã Tây Yên A trên cơ sở 3.313 ha diện tích tự nhiên và 10.818 người của xã Tây Yên.